# Prawieniszki
Prawieniszki (Proweniszki) (lit. Pravieniškės; niem. Prawienischkien) – niewielka osada na trasie linii kolejowej Kowno-Koszedary, na terenie Litwy.

## Historia
Po 1918 roku utworzono tu litewskie więzienie.
Po klęsce wrześniowej 1939 r. kierowano do niego polskich oficerów i uchodźców wojennych. Po ataku Niemiec na ZSRR w dniu 26 czerwca 1941 r. NKWD dokonało masakry w obozie. Zastrzelono 477 osób – przeżyły tylko dwie.
Następnie znajdował się tu niemiecki podobóz obozu koncentracyjnego Kauen w Kownie. Był to obóz pracy przymusowej (Zwangsarbeitslager), gdzie wysyłano wielu Polaków z Wileńszczyzny.
Od jesieni 1944 r. do dziś w Prowieniszkach nadal utrzymywany jest obóz, którego nazwa i profil zmieniały się wielokrotnie zarówno w czasie Litewskiej Republiki Radzieckiej, jak w okresie niepodległej Litwy.